# 1672 Gezelle
1672 Gezelle este un asteroid din centura principală, descoperit pe 29 ianuarie 1935, de Eugène Delporte.